# Carsten Köthe
Carsten Köthe (* 3. April 1962 in Ratzeburg) ist ein deutscher Hörfunkmoderator.

## Leben
Köthe besuchte die Lauenburgische Gelehrtenschule in Ratzeburg. Nach dem Abitur absolvierte er eine Ausbildung zum Verlagskaufmann und leistete anschließend seinen Wehrdienst ab. Er nahm ein Studium der Politikwissenschaft, Literatur und Geschichte auf. Als er einen Sportmoderatoren-Wettbewerb des Senders R.SH gewann, wandte er sich dem Hörfunk zu.
Köthe war mit der R.SH-Redakteurin Miriam Köthe verheiratet, die als Miriam Jahn bei R.SH moderierte und am 13. Mai 2022 an ihrer Krebserkrankung starb.

## Tätigkeit bei R.SH
Seit 1987 arbeitet Köthe für R.SH. Seit 2013 ist er der dienstälteste aktive Moderator des Senders und mit Volker Mittmann und Frank Bremser eine seiner bekanntesten Stimmen. Von 1988 bis Anfang 2014 moderierte er die Morgenshow, die anfangs R.SH Moin, Moin hieß und von ihm alleine moderiert wurde. Später erhielt die Sendung den Namen Carsten Köthes Frühstücksclub. Sie wurde von ihm gemeinsam mit Mirko Kaminski, Alice Blohmann, André Dostal, André Santen, Alexander Baltz und Katharina Nicolaisen sowie Tim Koschwitz moderiert. Die Sendung hat durchschnittlich 450.000 Hörer.

### Carsten Köthe hilft helfen
Jährlich zu Weihnachten veranstaltete R.SH bis 2015 eine Spendenaktion, die den Namen „Carsten Köthe hilft helfen“ trug. Dabei wurden die Hörer zu Spenden aufgerufen, die verschiedene Projekte wie den Ausbau der Kinderkrebsstation in der Universität Kiel oder die Kinderchirurgie der Universität Lübeck unterstützen. Die Aktion ergab zum Beispiel im Jahre 2004 eine Spendensumme von 285.820 Euro und zuletzt 241.000 Euro für Angehörigenwohnungen der Schleswig-Holsteinischen Krebsgesellschaft. Im Jahr 2015 ging aus der Hilfsaktion „Carsten Köthe hilft helfen“ die „R.SH hilft helfen-Stiftung“ hervor. Den Vorsitz des Stiftungsrates übernahm Carsten Köthe. Statt nur einmalig im Jahr eine Organisation finanziell zu unterstützen, fördert die Stiftung nun das ganze Jahr über mit Hilfe der R.SH-Hörer soziale Projekte und Einrichtungen in Schleswig-Holstein.

### Krebserkrankung
Am 16. Januar 2014 gab er in seiner Sendung „Frühstücksclub“ live eine Krebserkrankung bekannt und verabschiedete sich von den Hörern in die Chemotherapie. Er leidet an einer chronischen lymphatischen Leukämie. Dieser Krebs ist nach seinen Angaben nicht heilbar, jedoch behandelbar. Am 6. August 2014 kehrte er zum Radio zurück. Er wechselte jedoch ins Nachmittagsprogramm (14–18 Uhr), das er zusammen mit Anneke ter Veen moderiert. Am 17. April 2015 gab Köthe überraschend die Nachmittagssendung an Alexander Baltz ab, um sich einem neuen Projekt widmen zu können, das ab Sommer 2015 starten und auf ihn maßgeschneidert sein soll (siehe unten). Anneke ter Veen wurde nach Einstellung der Sendung in redaktionelle Tätigkeiten eingebunden.

### R.SH auf Sylt mit Carsten Köthe
Seit dem 17. August 2015 moderiert Köthe die Sendung R.SH auf Sylt mit Carsten Köthe, die von Montag bis Freitag zwischen 10.00 und 14.00 Uhr läuft. Auf der Insel selbst ist die Sendung auf der Frequenz 102.8 MHz zu empfangen, deutschlandweit ist sie im Online-Stream zu hören. Das wurde am 21. Juli desselben Jahres bekanntgegeben.
Die Sendung richtet sich an „alle Fischbrötchenesser, Strandkorbsitzer, Nordwindtrotzer, Luxus-Shopper und Wellenreiter“.

## Auszeichnungen
Am 5. Juli 2011 wurde Köthe für sein soziales Engagement von Peter Harry Carstensen mit dem Verdienstorden des Landes Schleswig-Holstein ausgezeichnet. Im selben Jahr erschien seine Autobiografie Toast mit Ohren, die in Teilen vorab in den Tageszeitungen des sh:z veröffentlicht wurde.

## Veröffentlichungen
- Mit Miriam Köthe: Teufelchen in der Brust. Verlag: Köthe, Miriam  2010, ISBN 978-3-9813934-0-8.
- Carsten Köthe (Autor), Frauke Antholz (Illustratorin), Günter Grätsch (Illustrator), Holger Kasnitz (Illustrator): Toast mit Ohren. Geschichten aus dem Radio und aus dem Leben, Verlag: Köthe, Miriam 2011, ISBN 978-3-9813934-2-2.

Tonträger
- Best of comedy aus: Carsten Köthes Frühstücksclub. Ganser und Hanke, Hamburg 2002

## Sonstiges
1992 gelang Köthe ein musikalischer Ausflug in die Charts: In der RSH Nordparade schaffte er als „Aber & Hallo“ am 7. März 1992 den Einstieg auf Platz 41 und kam bis auf Platz 12 am 4. April 1992 mit dem Titel Ohne Mutti geht es nicht. Im „Final Countdown 1992“ schaffte er mit dem Song Platz 70 (Jahreshitparade).
Die Möllner Eulenspiegel-Gilde zeichnete Köthe als „Till 2000“ aus und nahm ihn als Ehrenmitglied auf. Geehrt wurde Köthe als „würdiger Nachfahre des Möllner Stadtsymbols“, der „wort- und witzgewandt seine Zuhörer anzusprechen versteht“.